# 수타시니 사웨타붓
수타시니 사웨타붓(태국어: สุธาสินี เสวตรบุตร, 1994년 12월 9일~)은 태국의 탁구 선수이다.

## 선수 경력
2022 항저우 아시안 게임 여자 단체전에서 동메달을 획득하며 태국 여자 탁구 아시안 게임 사상 첫 메달을 기록했다.